# Bolmeneka

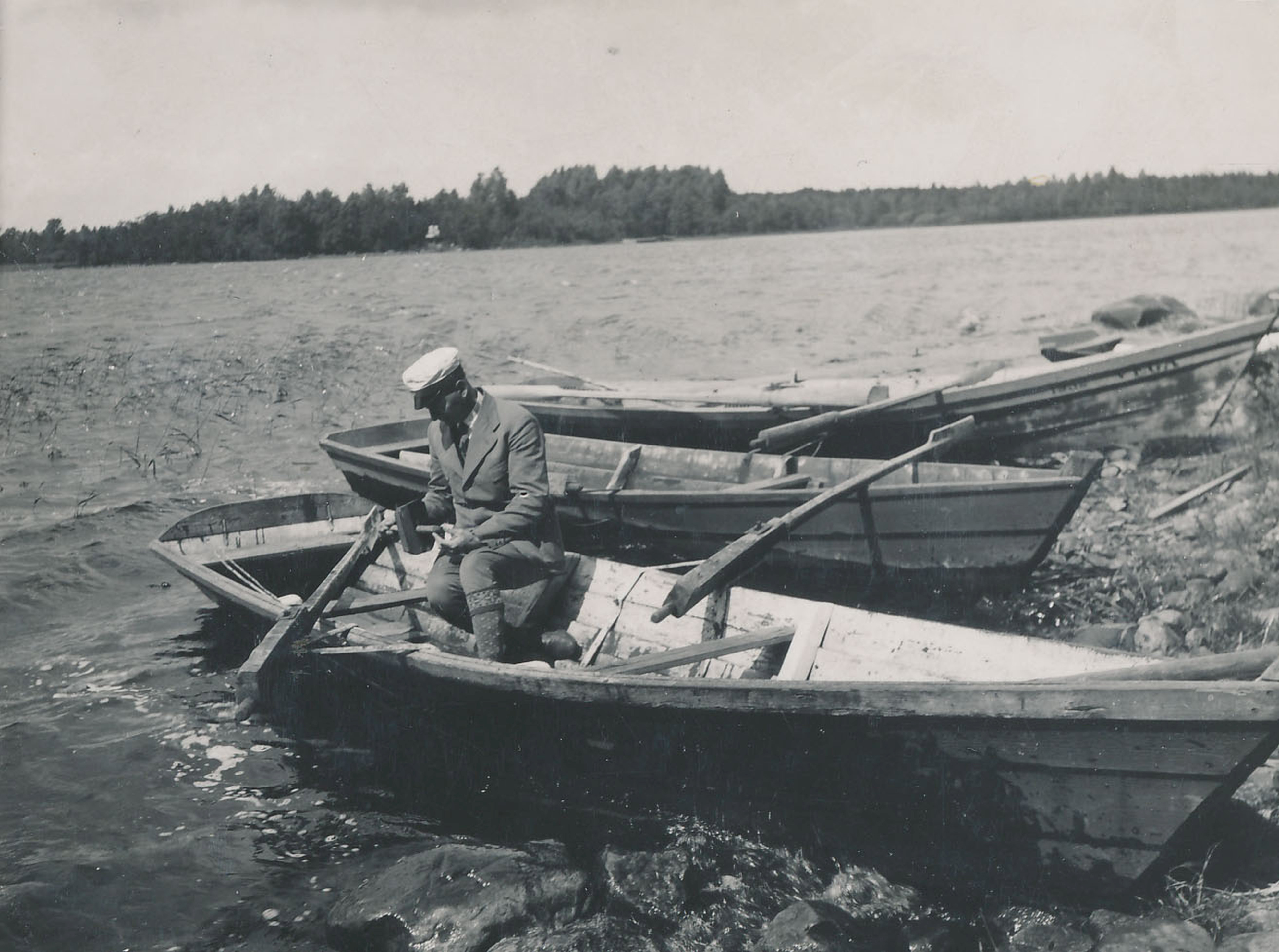
Roddbåtarna i Bolmen kallas för "Bolmenskepp". De är långa och smala, ganska jämnbreda med spetsig för. Bolmen samhälle 1933.

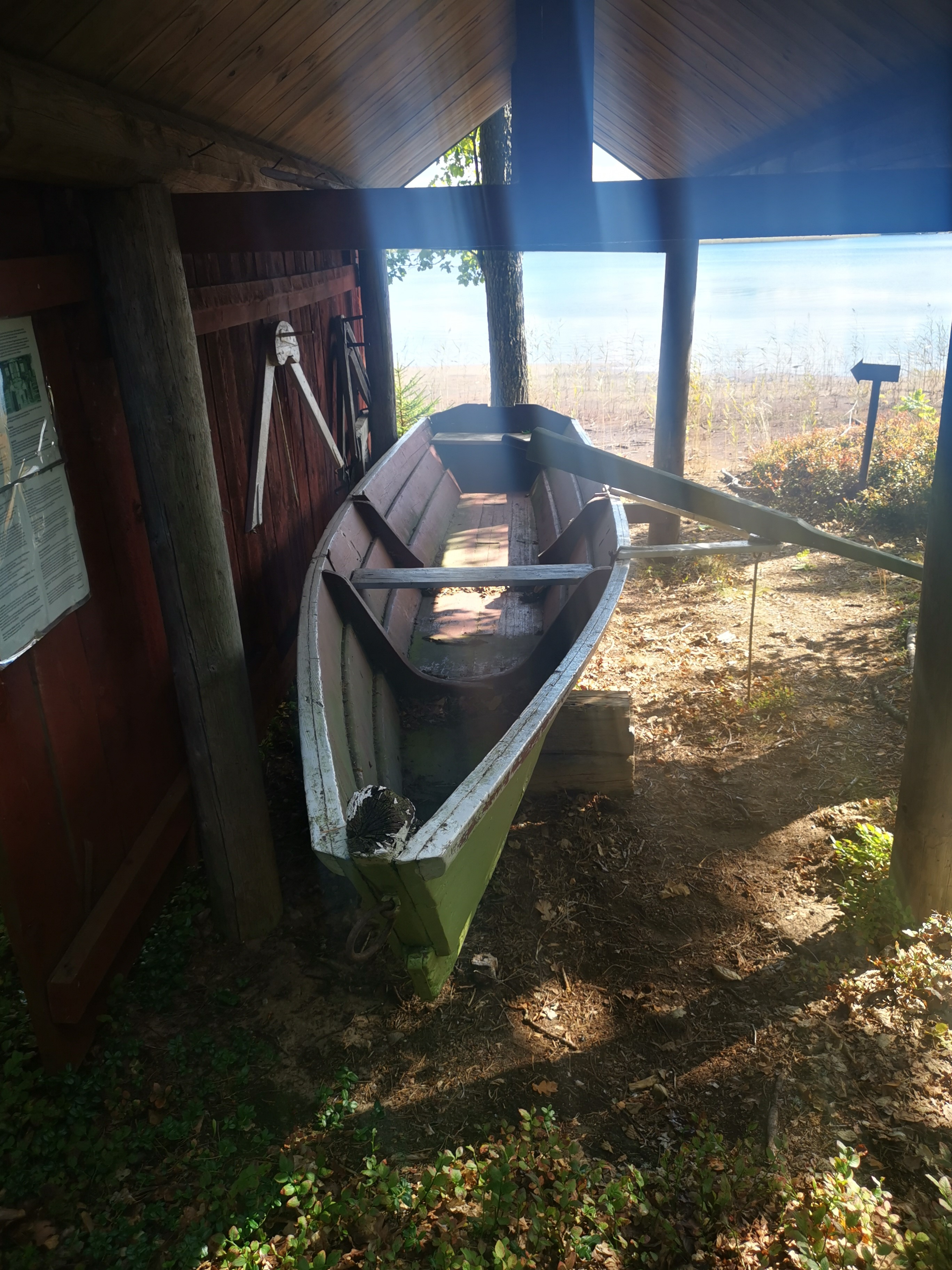
Axel Milds bolmeneka i Odensjö hembygdspark

Bolmeneka eller bolmaskep som båttypen också benämnts var den karakteristiska bruksbåten runt sjön Bolmen i sydvästra Småland. Det är en långsmal plankbyggd flatbottnad eka vars främsta karaktärsdrag är: de utriggade rodklamparna; att båten är extremt långsmal, ofta närmare sex meter, men inte mer är hundra tjugo centimeter bred vid relingen; den ofta förekommande udda stäven, där nedre bordet går fram i en spets ett par centimeter framför stäven, medan de övre borden slutar jämnt med stäven. Årorna är också de extremt långa; för att få jämvikt mellan det som är utanför tollapinnen (årtullarna) och inre delen av åran är detta stycket kraftigare förutom i själva handtaget. Årbladen är skålformade. Det vanligaste var att bygga båtarna med gran, medan spantknäna som håller upp bordläggningen oftast var av självkrökt ek. Under en period var det vanligt att dessa spant istället tillverkades av vinkeljärn, något som inte höll i längden i dessa öppna båtar.

## Axel Milds eka i Odensjö
Det finns ett exemplar av en Bolmeneka bevarat i Odensjö hembygdspark. Den är tillverkad av Axel Mild runt år 1950. Bordläggningen på Milds eka är grovt: det övre bredaste bordet är runt 25 centimeter högt och tillverkat av entums granvirke. En annan fascinerande detalj i simpelhet och originalitet är stävkonstruktionen. Stävstycket är nästan helt rakt, förutom en liten utböjning längst ned.

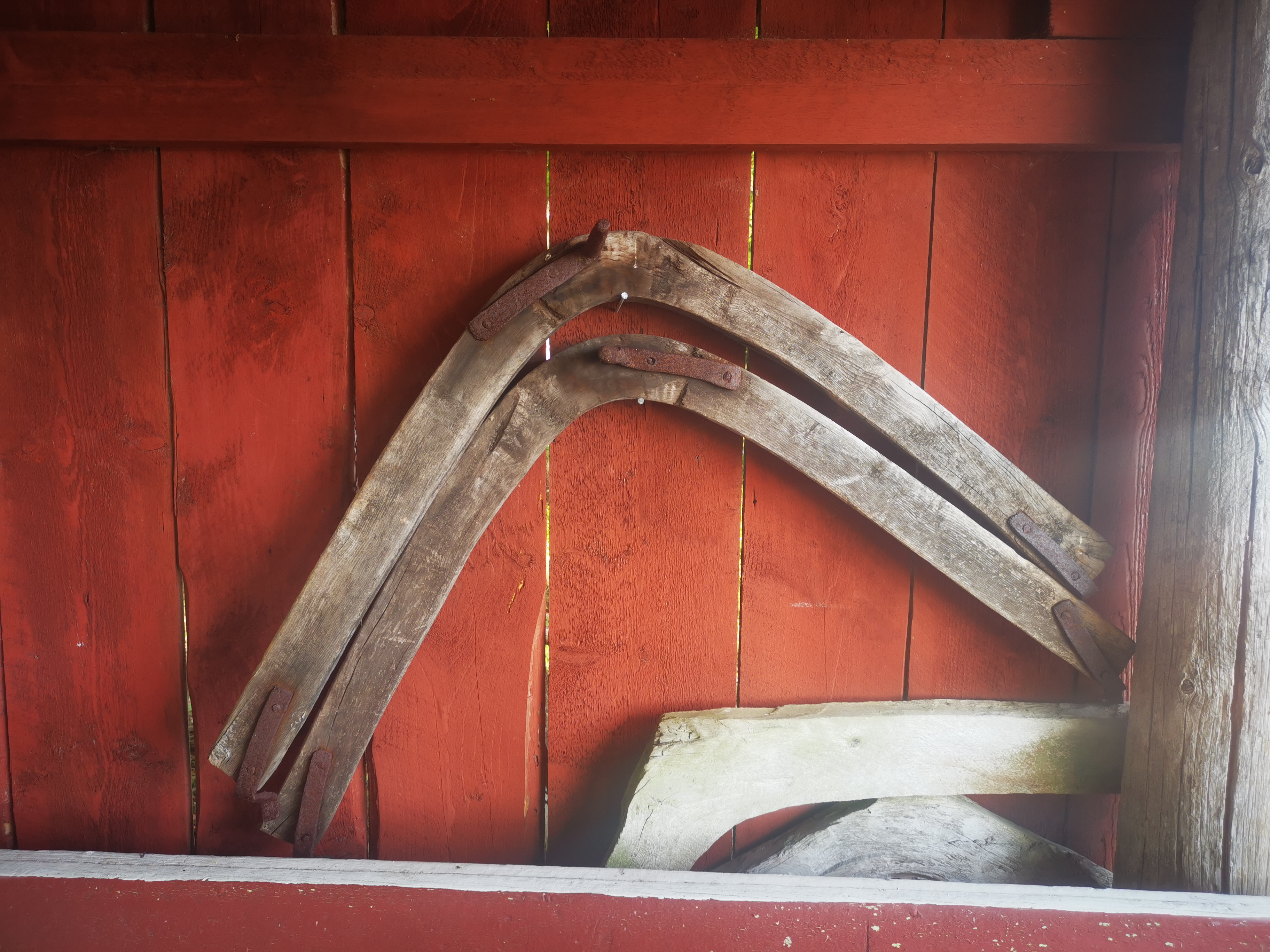
Utriggare till bolmeneka

Den sista som haft en liten produktion av oortodoxa bolmenekor var Gunnar Jönsson i Odensjö. Han byggde runt 25 stycken från mitten av 1980-talet. Dessa var bredare än de traditionella ekorna för att bli stabilare och då de inte var avsedda för att ro längre sträckor.

## Klovaskep från Önne

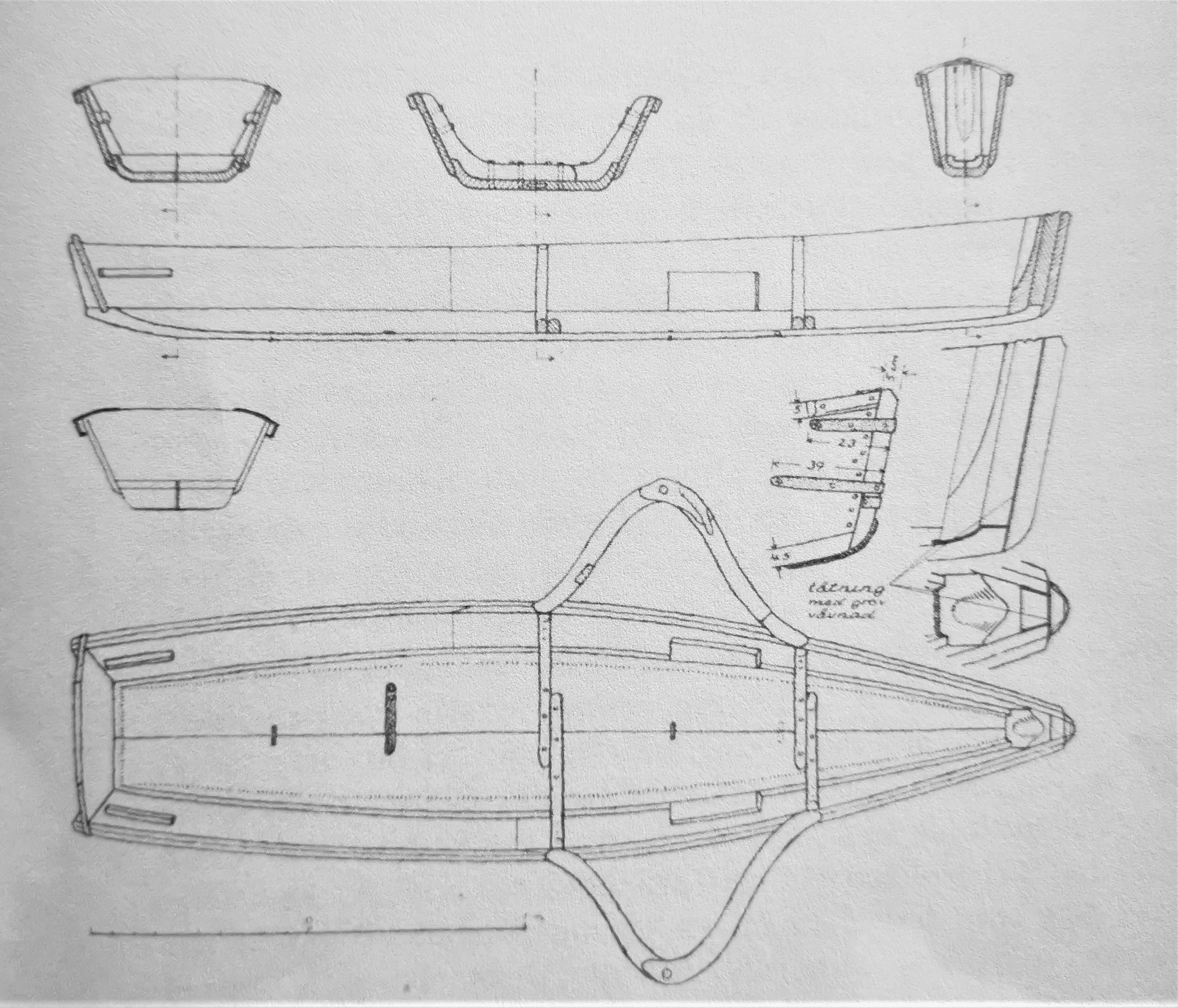
Uppmätningsritning av klovaskepet

Denna lokala tradition för Bolmen upphörde i samband med att man kunde köpa industriellt tillverkade båtar på 1960-talet, men hur långt tillbaka i tiden den går är mer oklart. Man kan spekulera i att det delvis hör samman med tillgången till sågat plankvirke. Det finns en äldre föregångare till Bolmenekan bevarad av Nordiska Museet, ett så kallat Klovaskep. Rent konstruktionsmässigt befinner sig detta klovaskep långt ifrån de plankbyggda bolmenekorna, men formmässigt påminner den i hög grad. Klovaskepets beteckning härstammar från båtbottens konstruktion, med två sammansatta klovar; det vill säga två ekstockar. Ekstockarna är först urholkade och tillyxade i sin yttre form. Detta bottentråg har sedan förhöjts med en liten akterspegel och en bordläggningsplanka på varje sida av båten. Någon mer exakt undersökning av denna båts ålder verkar aldrig blivit utförd, men den insamlades till museet 1892 från byn Önne. Båten beskrivs som typisk för Bolmen och omgivande sjöar och enligt Albert Eskeröd utgör den en övergångsfas mellan stockbåten och den plankbyggda ekan.
En något tidigare observation av typiska båtar på Bolmen finner man i Gunnar Olof Hyltén-Cavallius bok Wärend och Wirdarne från 1863. Den bild som fick illustrera Cavallius text se ut att lämnat extremt mycket utrymme för illustratörens fantasier och är inte mycket att utgå ifrån. Cavallius beskrivning i ord stämmer bättre med formerna för klovaskepet.  Även om hans måttenheten på båtens längd: ”tre bolmenvågor” känns komma från någon som inte har kunskap av sjön. Detta mot är likväl ett uttryck som följt Bolmenekan sedan Cavallius besök vid sjön.

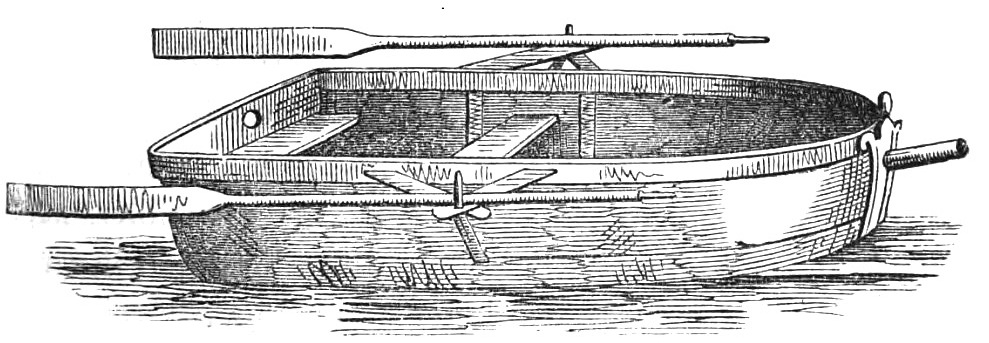
Båt från Bolmen, enligt illustration i Hyltén-Cavallius Wärend och Wirdarne (1863).